# Dionisio Galparsoro

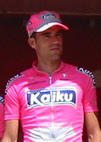
Dionisio Galparsoro bei der Euskal Bizikleta 2005

Dionisio Galparsoro Martínez (* 13. August 1978 in Ataun) ist ein ehemaliger spanischer Radrennfahrer.

## Karriere
Dionisio Galparsoro begann seine Karriere 2003 bei dem baskischen Radsportteam Euskaltel-Euskadi. Nach zwei Jahren wechselte er zum spanischen Professional Continental Team Kaiku und entschied jeweils eine Etappe bei der Asturien-Rundfahrt sowie der Hessen-Rundfahrt für sich. 2007 unterschrieb er wieder bei Euskaltel-Euskadi und bestritt die Vuelta a España 2007, die er als 63. abschloss. Ende der Saison 2009 beendete er seine Karriere.

## Palmarès
2005
- eine Etappe Asturien-Rundfahrt
- eine Etappe Hessen-Rundfahrt

## Teams
- 2003–2004 Euskaltel-Euskadi
- 2005–2006 Kaiku
- 2007–2008 Euskaltel-Euskadi
- 2009 Contentpolis AMPO